# Чатамба
Чатамба (англ. Tchatamba) — группа нефтяных месторождений в Габоне, которое находится в акватории Атлантического океана. Открыто в 1990 году.
В группу включает Чатамба (Tchatamba), Чатамба-Марин (Tchatamba Marin), Чатамба-Уэст (Tchatamba West) и Чатамба-Саут (Tchatamba South). Нефтеносность связана с отложениями мелового возраста. Начальные запасы нефти составляет 150 млн. тонн. 
Оператор месторождение является нефтяная компания Marathon Oil (56%). Другие участники Devon Energy (22%) и Tullow Oil (22%). Добыча нефти 2008 году составила 2 млн. тонн.